# هالسوانیوکی
هالْسُوانْیُوکی (انگلیسی: Halsuanjoki) یکی از شعبه‌های پرهون‌یوکی در فنلاند است. چندین تنداب در این رودخانه وجود دارد.